# Lâu đài Réka
Lâu đài Réka (tiếng Hungary: Rékavára or Réka vár) là một di tích lâu đài nằm ở hạt Baranya, Hungary. Nơi đây được xác nhận là nơi ẩn náu của các thành viên hoàng gia Anh vào thế kỷ XI.
Tàn tích của Lâu đài Réka nằm gần Mecseknádasd, trên một đỉnh đồi được đánh dấu bằng cây thánh giá, hướng về phía Thung lũng Old Mine (Óbányai-völgy). Cả người Scotland và người Hungary đều coi lâu đài này là nơi sinh của Thánh Margaret của Scotland.
Nhà sử học người Anh J. Abbot mô tả rằng: năm 1016, sau khi đức vua nước Anh Edmund Ironside băng hà, hai con trai của ông đã trốn thoát khỏi kẻ mạo danh lên ngôi là Knud Đại đế của Đan Mạch để đến được cung điện vua István (Stephen), vị vua đầu tiên của Hungary vào năm 1022. Một trong hai vị hoàng tử, Edward, đã kết hôn với Agatha, có lẽ là một người bà con của vua hoặc hoàng hậu (trước đây người ta cho rằng Agatha là con gái của họ, nhưng không thể chứng minh được điều này). Sau đó, Edward cũng nhận được một số gia sản từ nhà vua. Đất đai và Lâu đài Réka này được gọi là "Terra Britanorum de Nadasd" trong một tài liệu được ghi lại từ năm 1235. Con gái hoàng tử Edward sinh ra tại đây vào năm 1045. Gia đình họ sống trong lâu đài Réka cho đến khi trở về Anh vào năm 1057. Sau này, Margaret trở thành vợ của Malcolm Đệ tam (Vua của Scotland).
Theo các chuyên gia, khoảng sân trong lâu đài dài đến 200 mét và rộng 36 mét, toàn bộ được bao quanh bởi một bức tường đá dày 3 mét. Nền tháp tròn được phát hiện trong cuộc khai quật có lẽ là tàn tích của đồn lính canh. Phần trung tâm của sân trong còn được bao bọc bởi một dãy nhà phía sau, có một con mương rộng khoảng 10 mét dọc theo mặt ngoài của lâu đài. Dãy nhà này được phỏng đoán là dãy nhà một tầng với mái lợp bằng ván. Tàn tích của một tòa tháp nhiều tầng cũng được phát hiện ở mặt ngoài của lâu đài. Cho đến tận ngày hôm nay, người ta vẫn còn tranh luận về thời điểm chính xác tòa lâu đài được xây dựng. Người ta cho rằng tòa lâu đài có nguồn gốc từ thời kỳ của người Illyrian hoặc người Celtic hoặc bắt nguồn từ kiến trúc Frankish vào thế kỷ thứ 9 sau này. Hiến chương đầu tiên đề cập đến lâu đài có từ năm 1309. Hiện chưa rõ hoàn cảnh tòa lâu đài bị phá hủy (Lâu đài có thể đã bị thiêu rụi vào thời Thổ Nhĩ Kỳ vào thế kỷ 16-17). Người dân địa phương đã lấy những gì còn sót lại để xây dựng nhà cửa và công xưởng.